# Afholdsbevægelsen
 Der er for få eller ingen kildehenvisninger i denne artikel, hvilket er et problem. Du kan hjælpe ved at angive troværdige kilder til de påstande, som fremføres i artiklen.

Afholdsbevægelsen er en fællesbetegnelse for en række foreninger og bevægelser, der forsøger at bekæmpe alkoholisme gennem afholdenhed. På verdensplan arbejder afholdsbevægelsen også med at udvikle demokratiet og at sprede oplysningens ideer. De første afholdsforeninger så dagens lys i Amerika først i 1800-tallet.

## Afholdsbevægelsens opståen i Amerika
Benjamin Rush dannede en "Forening til undertrykkelse af umådehold" i Boston i 1813, som i 1827 afløstes af det Amerikanske Mådeholdsselskab (American Temperance Society). Dette selskab voksede med rivende fart, og allerede 1835 havde 2 millioner mennesker i USA aflagt afholdsløfte. Der fandtes 8.000 afholdsselskaber, og over 4.000 brænderier var blevet lukket.

## Afholdsbevægelsens indtog i Danmark
I 1841 blev der gjort forsøg på at stifte en afholdsforening i Danmark. Men først den 17. april 1879 lykkedes det at stifte en levedygtig afholdsforening i Vejle, som blev grundlaget til Danmarks Afholdsforening.
Den første afholdsloge i Danmark blev stiftet i 1880 i København som en loge under IOGT (Independent Order of Good Templars).
I 1892 trådte tilhængerne af at drikke lyst øl ud af IOGT og dannede deres egen orden, NIOGT (Nordisk Independent Order of Good Templars). I folkemunde kom de to loger til at hedde henholdsvis vandlogen og øllogen.
Afholdsforeninger og loger havde det samme overordnede formål: At bekæmpe drikkeriet gennem oplysning og eksemplets magt, men deres arbejdsmetoder var forskellige. Foreningerne var ganske som andre foreninger – de arrangerede møder og foredrag – og enhver kunne blive medlem ved at underskrive et løfte om at afholde sig fra nydelsen af berusende drikke.
I sammenligning hermed var logerne anderledes lukkede. Man kunne ikke uden videre blive medlem – man skulle anbefales og indvies i logen ved en højtidelig ceremoni. Møderne afvikledes efter nøje fastlagte forskrifter og ritualer under ledelse af et system af valgte embedsmænd betitlet som "Øverste Templar", "Vice Templar", "Skatmester" m.v. Under møderne bar medlemmerne særlige regalier og titulerede hinanden "broder" og "søster", og det hele hvilede på et stærkt religiøst grundlag. Regalierne blev brugt for på den måde tydeligt at vise, hvilken opgave en person havde i logen i stedet for, at man skulle se på tøjet, hvem der var rig, og hvem der var fattig.
Forskellighederne til trods lykkedes det i 1903 at stifte et forbund af afholdsselskaber under navnet Danske Afholdsselskabers Landsforbund.
I 1917 udsendte den danske afholdsbevægelse en forespørgsel til det danske folk, om det ønskede tilvirkningen af stærke drikke standset, de eksisterende indskrænkninger opretholdt (i marts 1917 var der et midlertidigt forbud mod visse alkoholiske drikke) og forbudsspørgsmålet gjort til genstand for en folkeafstemning. Det lykkedes bevægelsen at indsamle 722.280 underskrifter for denne adresse, som blev overleveret til indenrigsminister Ove Rode i januar 1918. Men efter at man sidst i 1920'erne forgæves havde søgt mulighederne for landsforbud gennemført i den danske rigsdag, opgav bevægelsen forbudskravet og søgte nye veje.
I dag tæller Alkoholpolitisk Landsråd, efterfølgeren til Afholdsselskabernes Landsforbund, følgende medlemsorganisationer, der ikke alle længere forlanger personlig afholdenhed af deres medlemmer:
- Baptisternes Afholdsmission (BAM).
- Blå Kors Danmark.
- Danmarks Afholdsforening.
- Danmarks Afholds Union.
- Danmarks Nationale Goodtemplar Orden (DNGO).
- Det Blaa Baand.
- Frelsens Hær.
- IOGT.
- Metodistkirkens Råd for Folkesundhed.
- Socialdemokratisk Afholdsforbund (SAF).
- Trafik Unionen (TU).

## Afholdsbevægelsen internationalt

### Australien
I Australien opstod afholdsbevægelsen i midten af 1830'erne; målet var oprindeligt at promovere mådehold frem for egentlig afholdenhed. Inspireret af den amerikanske afholdsbevægelse opstod der imidlertid en mere striks australsk afholdsbevægelse hen mod slutningen af 1800-tallet, men selv efter en længere kampagne lykkedes det ikke at indføre et alkoholforbud. Bevægelsens største succes var forbuddet mod salg af alkoholiske drikke efter kl. 18.00; denne lov medførte det notoriske "six o'clock swill", der er betegnelsen for kunder, der skyndte sig til værtshuse efter fyraften for at nå at drikke store mængder alkohol inden lukketid kl. 18.[kilde mangler] Der refereres ofte stadig til bevægelsens medlemmer – og dens ligesindede – med slangudtrykket wowser, som egentlig kan oversættes til "en, der gøer"; ordet bruges om enhver, der gennem sin (overdrevne) moralsans søger at benægte andre deres syndige fornøjelser. Nogle mener, at ordet opstod efter et akronym af et afholdsslogan i Sydaustralien: "We Only Want Social Evils Remedied," der kan oversættes til "Vi vil blot have en løsning på sociale onder."

### Canada
Sidst i 1800-tallet og et stykke ind i 1900-tallet tog både lokale og nationale myndigheder i Canada en række skridt i retning af alkoholforbud. Canada var kraftigt inspireret af afholdsbevægelsen i USA. Bevægelsen nåede sit højeste i 1920'erne med forbuddet mod import af alkohol. Det lykkedes ikke at indføre et fuldstændigt alkoholforbud, men dette blev typisk erstattet af strenge forbud mod salg af alkohol til mindreårige og ved at indføre stejle skatter på alkoholholdige produkter.[kilde mangler]

### Irland
I Irland overbeviste den katolske præst Theobald Mathew tusinder om at underskrive afholdenhedsløftet, hvorved han etablerede Teetotal Abstinence Society i 1838. Mange år senere, da denne bevægelse begyndte at miste sin indflydelse, grundlagde James Cullen the Pioneer Total Abstinence Association i 1898.[kilde mangler]

### New Zealand
De første dokumenterede afholdsmøder i New Zealand blev holdt i Bay of Islands, Northland, i 1836. I løbet af 1860'erne blev afholdsforeninger grundlagt i stort tal. I mange provinser blev det lovligt for lokalsamfundet selv at bestemme, hvorvidt og til hvem alkoholbevillinger blev udstedt. I 1873 blev en lov vedtaget, der gjorde det muligt at forbyde salg af alkohol i distriktet med to-tredjedeles flertal blandt borgerne. På trods af afholdsbevægelsens anstrengelser forblev antallet af domme for fuldskab konstant i New Zealand. Den voldsomme stigning i antallet af domme for fuldskab i offentlighed skyldes snarere en voksende befolkning end et socialt forfald.[kilde mangler] I 1886 blev en nationalt bevægelse skabt, kaldet "the New Zealand Alliance for Suppression and Abolition of the Liquor Traffic", "New Zealands Alliance for Undertrykkelse og Udryddelse af Alkoholdistribution." De kæmpede især for afskaffelsen af alkoholsalg som en demokratisk ret.
Afholdsbevægelsen har siden tabt indflydelse i New Zealand.[kilde mangler]

### Sri Lanka
Afholdsbevægelsen i Sri Lanka var motiveret af buddhismen. Den var ligeledes med i front i den Nationale Uafhængighedsbevægelse. De fleste af de fremtrædende skikkelser i bevægelsen var pionerer i frihedskampen. "Afholdsbevægelsen blev fundamentet for uafhængighedskampen, og mange blev dræbt."[kilde mangler] "Sura Virodhi Vyaparaya" mod alkoholisme, som blev iværksat i 1895 af Srimath Anagarika Dharmapala, blev af de britiske herskere set som et direkte angreb på deres regime, der lejede kroer ud for at skabe indkomst til statskassen. På det tidspunkt var der 2.038 kroer i Sri Lanka; efter afholdsbevægelsens indsats faldt dette tal drastisk til 190.

### Storbritannien
I Storbritannien opstod afholdsbevægelsen i 1800-tallet. Selv om der havde været enkelte forsøg på at få menigmand til at moderere alkoholforbruget før da, var der stort set ingen, der talte for eller praktiserede total afholdenhed. De tidligste afholdsselskaber – inspireret af en teologi-professor fra Belfast, John Edgar, kendt for at hælde sin beholdning af whisky ud af vinduet i 1829 – koncentrerede sine angreb mod spiritus snarere end mod vin og øl. En hårdere linje blev anlagt i marts 1832, da Joseph Livesey startede sin afholdsbevægelse i Preston, Lancashire, idet han forventede af sine tilhængere, at de underskrev et løfte om total afholdenhed.  Den engelske betegnelse for en afholdsmand, teetotaler, stammer fra en tale som John Turner, en af Livesey's tilhængere, holdt i Preston i 1833. Livesey åbnede det første afholdshotel i 1833 og grundlagde året efter det første afholdsmagasin, The Preston Temperance Advocate (1834–37).. Den britiske afholdsbevægelse, British Association for the Promotion of Temperance, blev grundlagt i 1835.

### USA
I tiden op til den amerikanske revolution blev ændringer i økonomien og tiltagende urbanisering ledsaget af stigende fattigdom. Lokalt blev lovgivningen løsere, og problemer med alkohol steg drastisk. I 1789 startede 200 farmere en afholdsbevægelse i Connecticut for at afskaffe produktionen af whisky, inspireret af dr. Benjamin Rushs omdiskuterede tro på, at overdreven brug af alkohol var skadeligt for helbredet, såvel fysisk som psykisk.[kilde mangler] Lignende grupper dannedes i Virginia i 1800 og i New York State i 1808. Over det næste årti dannedes yderligere grupper i otte forskellige stater, nogle af dem dækkede hele staten.
Fremtiden tegnede lys for de spirende bevægelser, der tog udgangspunkt i mådehold snarere end afholdenhed. Flere af lederne havde dog tendens til at overvurdere deres egen magt. De begyndte også at tage standpunkt i religiøse og moralske spørgsmål, herunder overholdelse af sabbatten i den kristne tro. De blev involverede i politiske magtkampe, og hen mod begyndelsen af 1820'erne stod deres bevægelser i stampe.
Nogle ledere havde dog fremgang. Amerikanere som Lyman Beecher, der var præst i Connecticut, begyndt i 1825 at prædike for sine tilhængere om at undlade enhver brug af alkohol. The American Temperance Society blev skabt i 1826 og drog fordel af tidens fornyede interesse for religion og moral. Over de følgende 12 år nåede selskabet op på over 8.000 lokale grupper og mere end 1,5 millioner medlemmer. I 1839 blev der udgivet 18 forskellige afholdsmagasiner. Samtidig var mange protestantiske kirker begyndt at tale for afholdenhed.[kilde mangler]

## Referener
1. ↑  En reference hertil findes i den første scene af J.C. Hostrups Gjenboerne (1844) Arkiv for Dansk Litteratur – Jens Christian Hostrup – Faksimile Arkiveret 11. marts 2007 hos  Wayback Machine
2. ↑  Peter Howell, South Australia and Federation (2002), s. 67 (engelsk).
3. ↑  Afholdsbevægelsen i New Zealand.(engelsk)
4. ↑  Licensloven af 1873, New Zealand.(engelsk)
5. ↑  New Zealand Alliance(engelsk)
6. ↑  Artikel i Sri Lankan Sunday Times.(engelsk)
7. ↑  The Band of Hope Banner, illustrated, is in the Heritage Centre at the village of Constantine in Cornwall(engelsk)
8. ↑  Peter Fryer (1965) Mrs Grundy: Studies in English Prudery: 141-44. Corgi. (engelsk)
9. ↑  ["Joseph Livesey — de fattiges ven. (engelsk)". Arkiveret fra originalen 22. juli 2009. Hentet 11. december 2010. Joseph Livesey — de fattiges ven.] (engelsk)
10. ↑  AskOxford: teetotal (Webside ikke længere tilgængelig) (engelsk)
11. ↑  Peter Fryer (1965) Mrs Grundy: Studies in English Prudery: 146. Corgi(engelsk)
12. ↑  Harrison, Brian (1971). Drink & the Victorians, The Temperance Question in England 1815-1872 (engelsk). Faber and Faber.